# Kiri Dake
Kiri Dake är en kulle i Antarktis. Den ligger i Östantarktis. Australien gör anspråk på området. Toppen på Kiri Dake är 1 747 meter över havet.
Terrängen runt Kiri Dake är en högslätt, och sluttar brant västerut. Trakten är obefolkad. Det finns inga samhällen i närheten.